# 枫丹马孔
方丹马孔（法語：Fontaine-Mâcon，法語發音：[fɔ̃tɛn makɔ̃]）是法国奥布省的一个市镇，位于该省西北部，属于塞纳河畔诺让区。

## 地名
“方丹”（Fontaine）意为“泉”。法语地名通名在“枫丹白露”（Fontainebleau）等少数拥有传统译名的地名中译作“枫丹”，不过在《世界地名翻译大辞典》、《世界地名译名词典》和《法国地图册》等主流地名译名类书籍资料中多译作“方丹”。

## 地理
方丹马孔（48°27'53"N, 3°30'32"E）面积16.01 平方千米，位于法国大東部大區奥布省，该省份为法国中北部省份，北起马恩省，西接塞纳-马恩省，西南至约讷省，东南至科多尔省，东临上马恩省。
与方丹马孔接壤的市镇（或旧市镇、城区）包括：阿旺莱马西伊、奥尔万河畔布伊、丰特奈德博斯里、塞纳河畔诺让、圣欧班、拉莫特蒂利。
方丹马孔的时区为UTC+01:00、UTC+02:00（夏令时）。

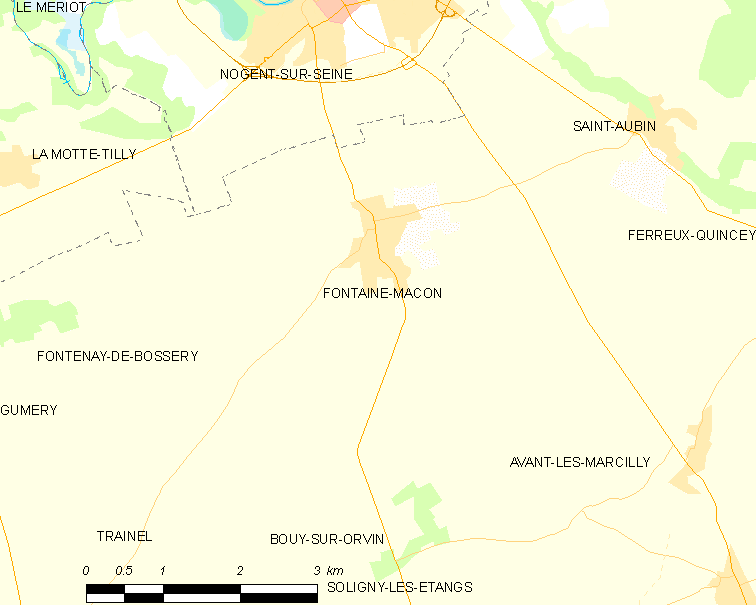
方丹马孔的OSM定位图

## 行政
方丹马孔的邮政编码为10400，INSEE市镇编码为10153。

## 政治
方丹马孔所属的省级选区为塞纳河畔诺让县。

## 人口

1962-2008年间方丹马孔人口变化图示

方丹马孔于2022年1月1日时的人口数量为618人。